# Katholischer Friedhof an der Hermanstraße

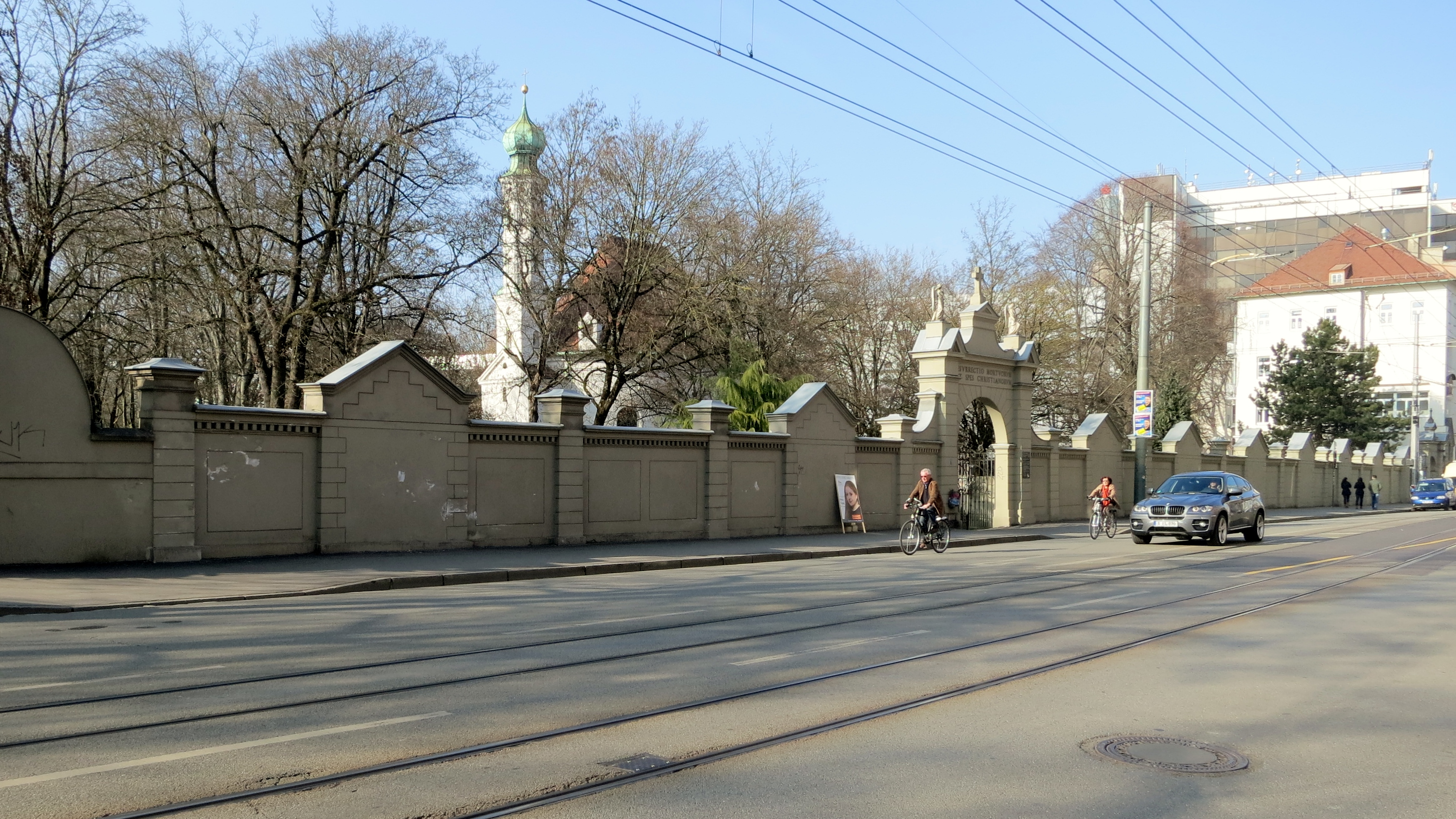
Friedhof von der Hermanstraße aus gesehen

Der Katholische Friedhof an der Hermanstraße in Augsburg liegt im Stadtteil Bahnhofsviertel. Er ist auch unter dem Namen Hermanfriedhof bekannt. Der Friedhof umfasst rund 10.000 Grabstellen und ist ungefähr 4,5 Hektar groß.

## Geschichte
Ende des 16. Jahrhunderts erbaten die Katholiken beim Magistrat der Stadt Augsburg einen eigenen Friedhof. Dieser wurde ihnen per Dekret vom 27. Juli 1599 bewilligt. Von der Hospital-Stiftung wurde für diesen Zweck ein Garten für 600 Florin gekauft und im darauf folgenden Jahr ein zweiter Garten von Mars von Rehlingen für 1.300 Florin. Zu diesem Zeitpunkt lag der Friedhof außerhalb der Stadtmauer vor dem Gögginger Tor, heute befindet er sich mitten in der Stadt.
Am 19. November 1600 wurde der Gottesacker von Weihbischof Sebastian Breuning geweiht. 1605 wurde die innerhalb des Friedhofs gelegene Kirche St. Michael geweiht. 1799 kaufte die Hospital-Stiftung erneut einen angrenzenden Acker zur Erweiterung des Friedhofs. Am 29. Oktober 1838 wurde das neu erbaute Leichenhaus eingesegnet und eröffnet.
Der Friedhof ist in 16 Grabfelder eingeteilt. Ein Grabfeld ist für Mitglieder geistlicher Ordensgemeinschaften reserviert, eines für Priester.

## Verwaltung
Die Friedhofsverwaltung geht in ihrer heutigen Form auf Augsburgs Zeit als Reichsstadt zurück. Der Katholische Friedhofsverband Augsburg als Eigentümer wurde von den damaligen katholischen Pfarreien, die innerhalb der Stadtmauer lagen, gegründet. Heute sind die katholischen Kirchenstiftungen Hoher Dom, St. Anton, St. Canisius, St. Georg, St. Maximilian, St. Simpert, St. Moritz, St. Ulrich und Afra, St. Wolfgang und St. Joseph die Träger des Friedhofverbandes.

## Friedhofskirche St. Michael

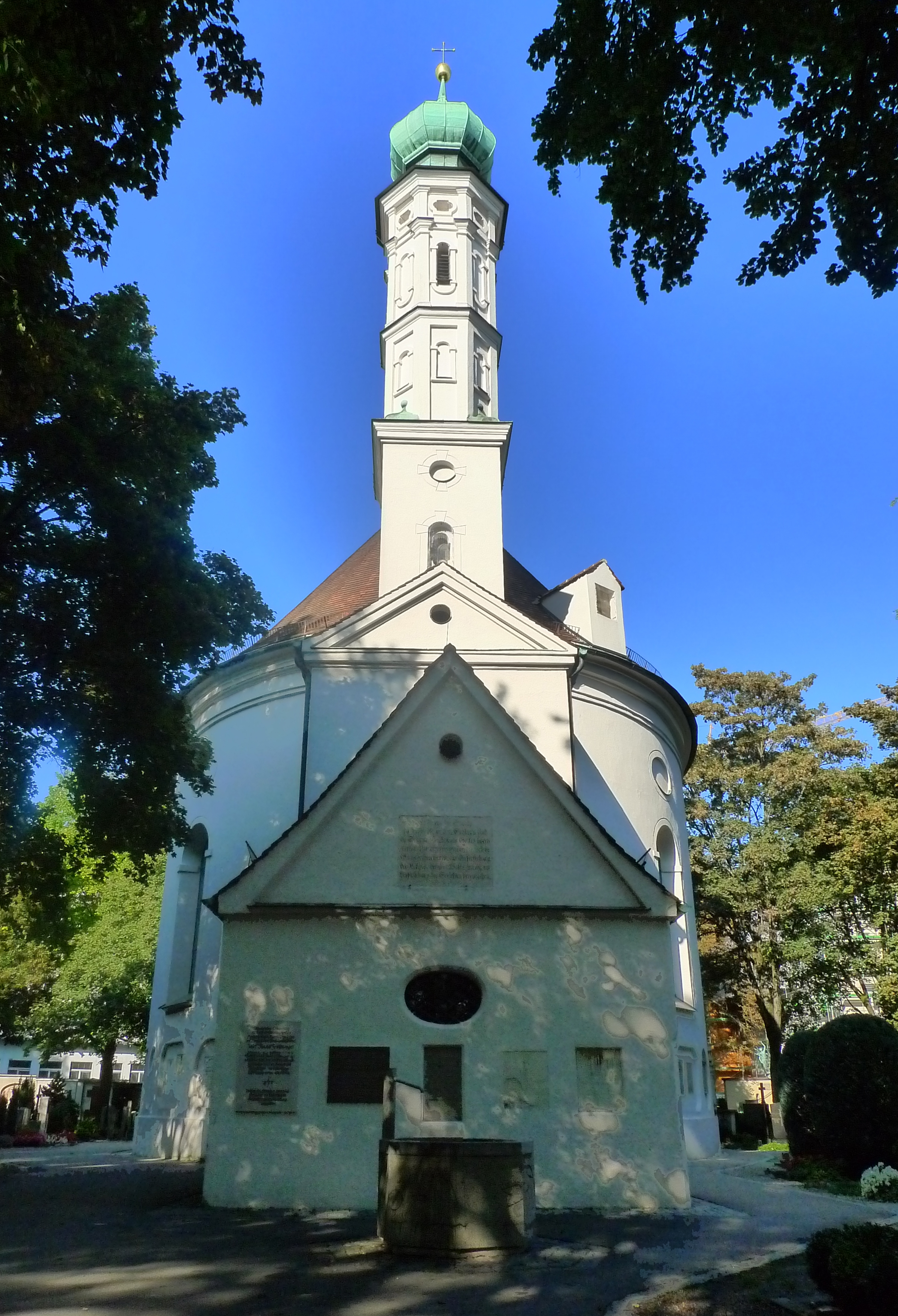
Kirche St. Michael im Hermanfriedhof

Auf dem Friedhof wurde zwischen 1603 und 1605 die Kirche St. Michael errichtet. Ihr Grundriss weist die Form eines Ovals auf. Der Bau wird Elias Holl und seinem Bruder Esaias Holl zugeschrieben.
Im Mai 1632 wurde die Kirche von den Schweden (während des Dreißigjährigen Krieges) verwüstet, der Nachfolgebau erst im Jahr 1668 geweiht. Etwa dreißig Jahre später, im Jahr 1701, wurde die Kirche im Spanischen Erbfolgekrieg stark beschädigt und dann abgebrochen.
Mit Unterstützung der Fugger wurde die Kirche von 1708 bis 1712 neu errichtet und am 29. August 1712 geweiht. Der Turm (sechseckig mit Zwiebelhaube) und der Vorraum (nördlicher Anbau) wurden hinzugefügt; damit erhielt der Bau weitgehend die heutige Form. Später wurde noch der südliche Anbau hinzugefügt.
Im Zweiten Weltkrieg wurde der Kirchenbau schwer beschädigt. Erst ein halbes Jahrhundert später wurde mit der Einfügung des rekonstruierten Deckenfreskos die Kirchenausstattung wieder komplettiert.

### Ausstattung
Im Jahre 1772 malte Johann Joseph Anton Huber das Jüngste Gericht als zentrales Deckenfresko in den ovalen Kirchenbau. Der Altarprospekt ist aus Nussbaumholz gefertigt; der Tabernakel in Form eines Tempels ist in den Prospekt integriert. Er bildet mit den Seitenaltären ein harmonisches Gesamtbild. Das Altarbild wird Johann Matthias Kager zugeordnet. Es zeigt den Erzengel Michael beim Triumph über den Erzengel Luzifer.
Johann Georg Bergmüller schuf die beiden Monumentalgemälde Sieg des Todes über die Stände und Die Auferstehung Christi. Die Darstellung der vier Lebensalter wurde von Franz Josef Maucher ausgeführt. Im Gebäude gibt es einen Kreuzweg mit 15 Stationen, der auch Johann Josef Anton Huber zugeschrieben wird.
Auf der Empore befindet sich eine 1911 eingebaute Koulen-Orgel im historischen Gehäuse, die im Originalzustand erhalten ist.
Nach Kriegszerstörungen musste im Jahr 1951 das Deckenfresko entfernt werden. Bei der Sanierung, die im Jahr 1997 begann, wurde dieses Fresko von Hermenegild Peiker (2000/2002) rekonstruiert und neu geschaffen.

## Aussegnungshalle
Der Glasfensterzyklus für die Aussegnungshalle wurde 1957 von der Augsburger Künstlerin Hilda Sandtner geschaffen.

## Gräber bekannter Persönlichkeiten

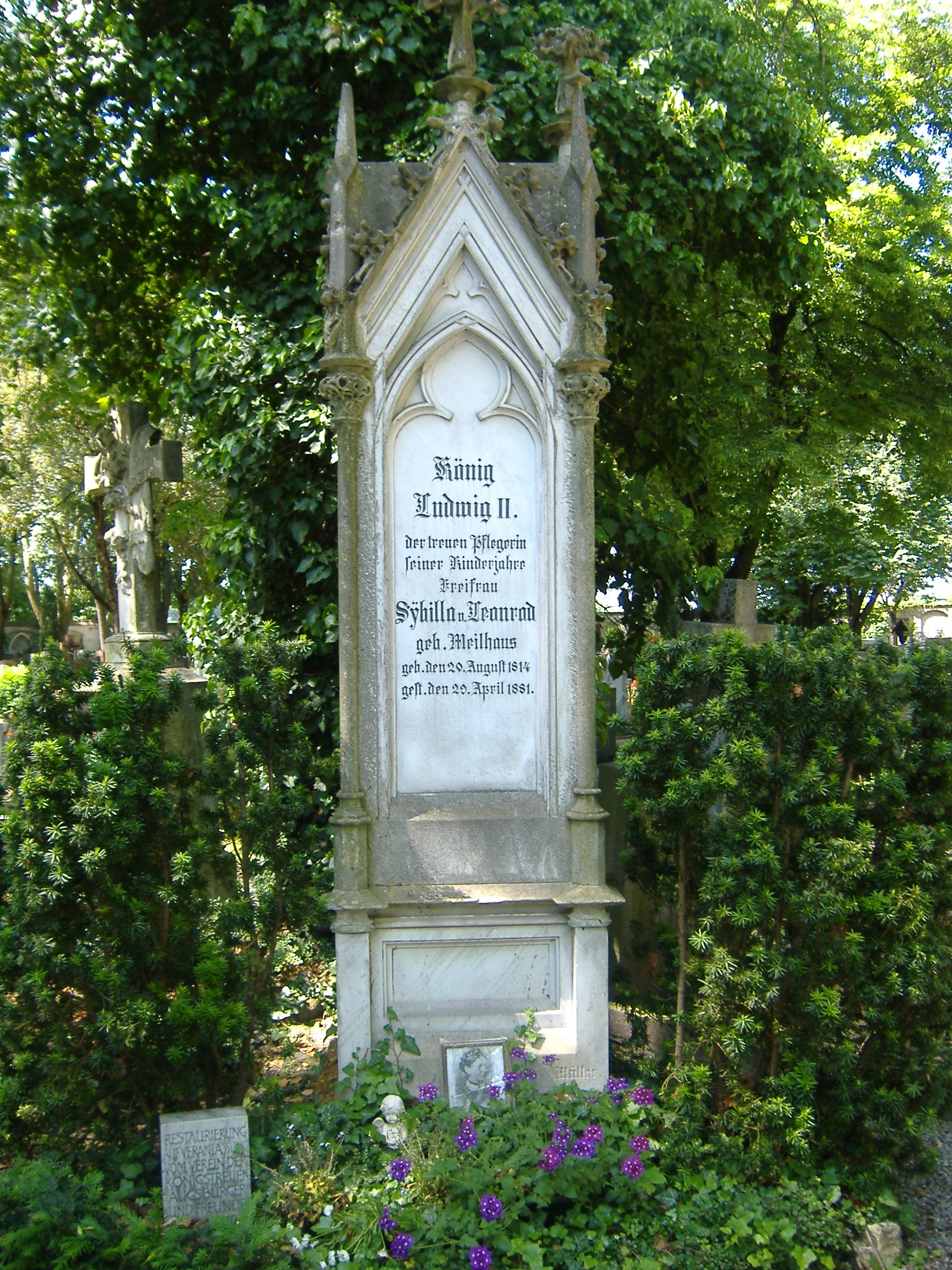
Der von König Ludwig II. gestiftete Grabstein seiner Erzieherin Sybilla von Leonrod

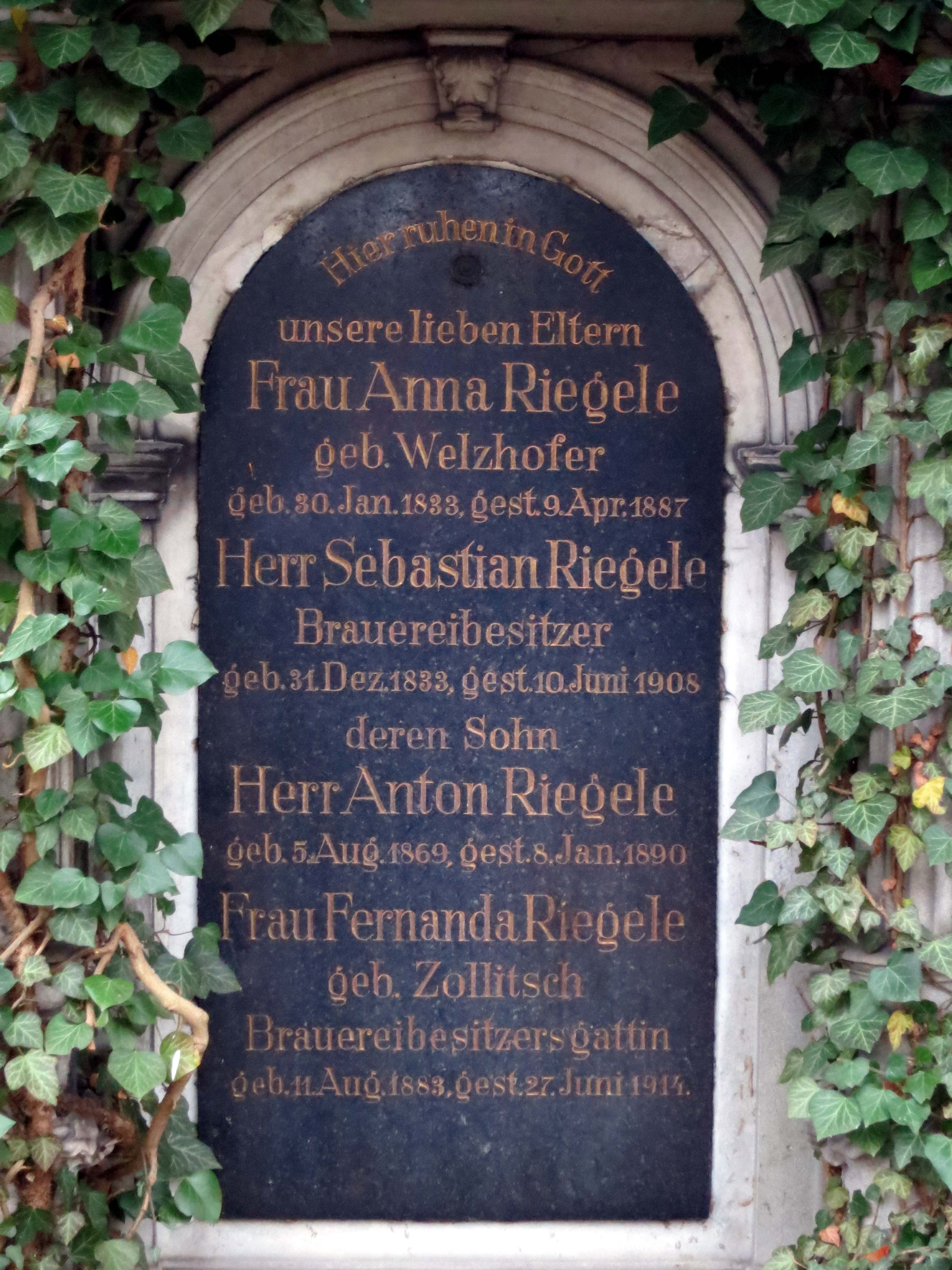
Familiengrab Riegele

- Joseph Franz von Allioli (1793–1873), katholischer Theologe
- Placidus Braun (1756–1829), Benediktinerpater und Kirchenhistoriker
- Bruno Bushart (1919–2012), Direktor der Städtischen Kunstsammlungen von Augsburg
- Richard Anton Nikolaus Carron du Val (1793–1846), Jurist und von 1834 bis 1846 erster rechtskundiger Bürgermeister der Stadt Augsburg
- Ludwig von Fischer (1832–1900), Bürgermeister der Stadt Augsburg, Mitglied des Reichstags des Deutschen Reiches
- Karl Haberstock (1878–1956), Kunsthändler
- Georg Haindl (1816–1878) im Familiengrab Haindl, Gründer der Haindl’schen Papierfabriken
- Karl Kempter (1819–1871), Komponist und Kirchenmusiker
- Mathias Kneißl (1875–1902), bayerischer Räuber
- Familiengrab der Familie Philipp Franz Kremer (1765–1854), Jurist, Kaufmann und 2. Bürgermeister der Stadt Augsburg
- Jakob Wilhelm Benedikt von Langenmantel (1720–1790), Patrizier und Bürgermeister
- Sybilla von Leonrod (1814–1881), Erzieherin von König Ludwig II. (Bayern)
- Wolfgang Lettl (1919–2008), Künstler und Maler
- Ludwig Leybold (1833–1891), Architekt und Stadtbaurat
- Heinrich Ignatz Joseph Lumpert (1751–1826), katholischer Theologe und Generalvikar im Bistum Augsburg
- Klaus Müller (1892–1980), Oberbürgermeister der Stadt Augsburg
- Bartholomäus Ponholzer (1827–1892), römisch-katholischer Priester, Präses im Kolpingwerk, Autor und Zeitungsredakteur
- Familiengrab der Familie Riegele
- Johann Nepomuk von Raiser (1768–1853), Historiker und Altertumsforscher
- Franz Reisinger (1787–1855), Mediziner
- Christoph von Schmid (1768–1854), katholischer Theologe und Schriftsteller
- Alfred Schröder (1865–1935), Hochschulprofessor in Dillingen und Historiker des Bistums Augsburg
- Otto Schnitzenbaumer (1922–2012), Immobilienunternehmer

### Nicht mehr erhaltene Grabmäler
- Ferdinand Maria von Baader (1747–1797), Mediziner, Philosoph und Naturforscher[2]
- Johann Georg Bergmüller (1688–1762), Kunstmaler des Barocks.[3]
- Maria Cleopha Magg, geborene Diepold († 1761), erste Ehefrau von Matthäus Günther[4]
- Karl Franz Joseph Thelott (1792–1830), Porträtmaler und Kupferstecher[5]
- Ernst Joseph Thelott (1802–1833), Porträtmaler[5]
- Joseph von Weber (1753–1831), Naturwissenschaftler und katholischer Geistlicher[6]